# Zandtorpedobaars
De zandtorpedobaars (Malacanthus plumieri) is een  straalvinnige vissensoort uit de familie van tegelvissen (Malacanthidae). De wetenschappelijke naam van de soort is voor het eerst geldig gepubliceerd in 1786 door Bloch.